# Croix de cimetière de Notre-Dame-d'Épine
La croix de cimetière de Notre-Dame-d'Épine est un monument situé à Notre-Dame-d'Épine, en France.

## Historique
La croix est inscrite comme monument historique depuis le 24 novembre 1961.